# Kasannoin Michimasa
Kasannoin Michimasa (花山院通雅, [かざんいん みちまさ] Erro: {{japonês}}: texto da transliteração contém caractere não latino (pos 1) (ajuda), também pode ser lido como Kazanin Michimasa, 1232–1276), também conhecido como Go Kasannoin Daijō Daijin, foi um membro da Corte no período Kamakura da história do Japão.

## Vida
Michimasa foi o filho mais velho de Kasannoin Sadamasa e sétimo líder do Ramo Kasannoin.
Kasannoin Ienaga e  Kasannoin Ienori foram seus filhos.

## Carreira
Michimasa serviu os seguintes Imperadores: Shijo (1236–1242), Go-Saga (1242–1246), Go-Fukakusa (1246–1260), Kameyama (1260–1274) e Go-Uda (1274–1276).
Em 1236, Michimasa foi nomeado para servir no Kurōdodokoro, no governo do Imperador Shijo.
Em 1248, no governo do Imperador Go-Fukakusa, Michimasa foi nomeado Echizen Gonmori (vice-governador da província de Echizen), em 1250 promovido a Sangi, em 1251 nomeado Gonchūnagon (Chūnagon provisório) e em 1257 a Gondainagon (Dainagon provisório).
Durante o governo do Imperador Kameyama foi nomeado Ukonoetaishō, general da ala direita do Konoefu (Guarda do Palácio), de 2 de agosto de 1262 a  21 de fevereiro de 1269, e concomitantemente a partir de 1268 foi Naidaijin , em fevereiro de 1269 foi promovido a Udaijin até 1271.
Em 1275, no governo do Imperador Go-Uda foi nomeado Daijō Daijin até 1276, quando abandonou sua vida política e se converteu em monge budista (shukke), com o nome de  Kūri (空理) falecendo um mes depois.